# Xã Atwood, Quận Kidder, Bắc Dakota
Xã Atwood (tiếng Anh: Atwood Township) là một xã thuộc quận Kidder, tiểu bang Bắc Dakota, Hoa Kỳ. Năm 2010, dân số của xã này là 21 người.